# David Weir
David Gillespie Weir (Falkirk, 1970. május 10. –) skót labdarúgó. Pályafutása során Skóciában és Angliában is megfordult.
A Skót labdarúgó-válogatott tagjaként részt vett az 1998-as labdarúgó-világbajnokságon.

## Statisztika

### Góljai a válogatottban
|    | Időpont          | Helyszín              | Ellenfél   | Gólok | Eredmény | Kiírás                                     |
| -- | ---------------- | --------------------- | ---------- | ----- | -------- | ------------------------------------------ |
| 1. | 2001. október 6. | Hampden Park, Glasgow | Lettország | 2–1   | 2–1      | 2002-es labdarúgó-világbajnokság-selejtező |

## Sikerei, díjai

### Klub
- Falkirk
  - Skót másodosztály bajnoka: 1993-94
  - Scottish Challenge Cup: 1993
- Hearts
  - Skót kupa: 1997-98
- Rangers FC
  - Skót bajnok: 2008-09, 2009-10, 2010-11
  - Skót kupa: 2007–08, 2008–09
  - Skót ligakupa: 2007–08, 2009–10, 2010–11

### Válogatott
- Skócia
  - Kirin-kupa: 2006